# Santo Loquasto
Santo Richard Loquasto (* 26. Juli 1944 in Wilkes-Barre, Pennsylvania) ist ein US-amerikanischer Produktionsdesigner, Bühnenbildner und Kostümdesigner mit sizilianisch-italienisch-amerikanischen Wurzeln. Er entwirft sowohl für die Bühne als auch für Tanz und Film. Loquasto war bis 2012 dreimal für den Oscar nominiert.

## Leben
Richard Loquasto ist ein Nachkomme von Libertino lo Guasto aus Serradifalco in Sizilien. Der Indy-Rennfahrer Al Loquasto ist ein Cousin. Er startete seine Karriere als Designer für das Showcase Theater in Wilkes-Barre.
Santo Loquastos Arbeit beinhaltet die Produktion des Balletts Don Quixote, den Filmen Don’t drink the Water, Great Performances Dance in America: Fosse und der TV-Show Tribeca. Loquasto hat entweder als Bühnenbildner, Kostümbildner oder in beiden Funktionen an bisher 61 Broadway-Produktionen mitgearbeitet. Im Jahre 1972 fing er mit Stick & Bones an, seine vorerst letzte Mitarbeit war 2009 bei dem Stück Waiting for Godot.
Er wurde bisher 15 Mal für den Tony Award nominiert und konnte ihn dabei dreimal gewinnen. Ebenfalls hat er bereits dreimal den Drama Desk Award for Outstanding Set Design und einmal den Drama Desk Award for Outstanding Costume Design gewonnen.
Loquasto war bereits mehrmals Produktionsdesigner für Woody-Allen-Filme und wurde für seine Arbeit an den Szenenbildern für Bullets Over Broadway und Radio Days sowie seinem Kostümdesign für Zelig für den Oscar nominiert.